# 富爾尼群島

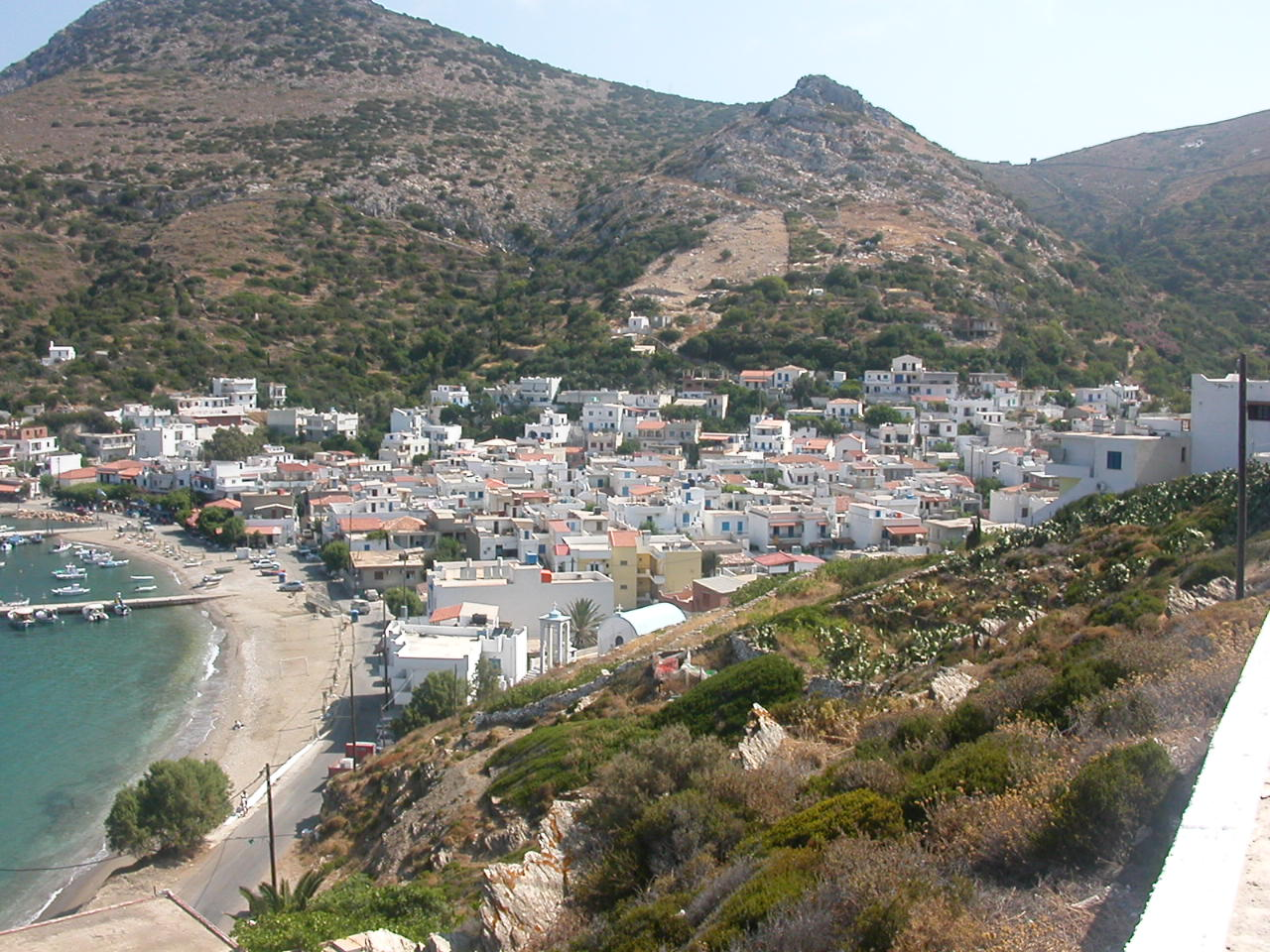
群岛上的最大聚居地富尔尼村

富爾尼群島（希臘語：Φούρνοι Κορσεών）是希臘的群島，位於薩摩斯島和伊卡里亚岛之間的愛琴海東部。主要經濟活動是漁業。總面積45.247平方公里，2021年人口数量为1,343人。
行政上富爾尼群島组成为北愛琴大區伊卡里亚专区的富尔尼科尔塞翁市镇。

## 外部連結
- 富尔尼科尔塞翁市镇官方网站 （页面存档备份，存于） （希腊文）
- 富尔尼群岛旅游信息 （页面存档备份，存于） （英文）